# Енвайронменталізм

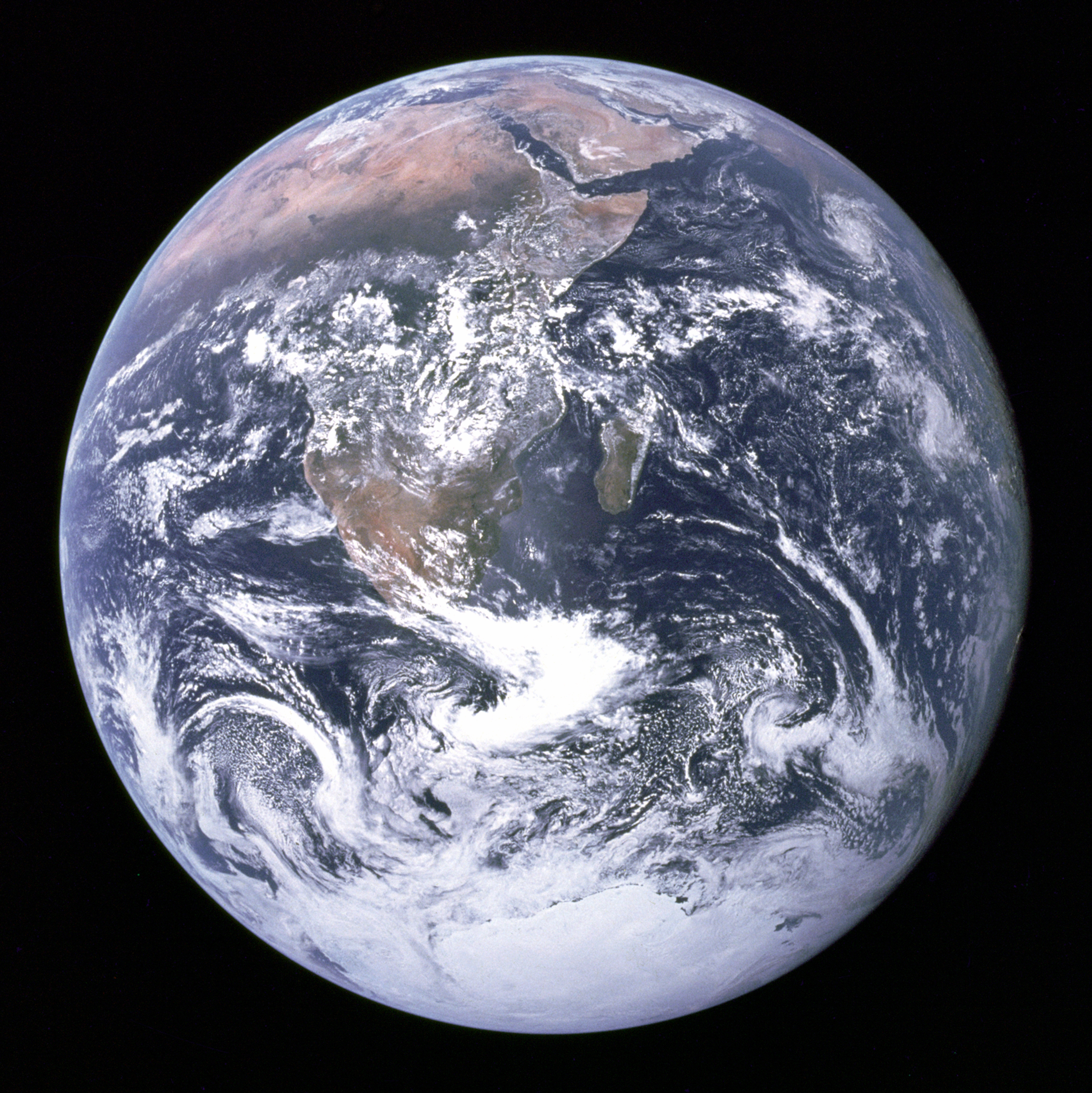
Історичне фото Землі — «Blue Marble». Енвайронменталізм розглядає Землю як єдине ціле.

Енвайронменталізм, або інвайронменталізм (англ. environmentalism від англ. environment — довкілля, природа):
- соціальний екологічний рух — організований рух зацікавлених громадян та державних органів, спрямований на захист та покращення стану довкілля[1], що поширився в ХХ столітті в європейських країнах.
- теорія управління соціально-економічним розвитком і довкіллям, яка вважає людство частиною біосфери і стверджується потреба перетворення природи в інтересах людини,[2] галузь науки, що сформувалася в середині XIX століття, коли під цим словом розумівся ряд нових ідей про те, що люди розвиваються в значною мірою під впливом довкілля[3];

Як соціальний рух, енвайронменталізм відображає усвідомлення обмеженості природних ресурсів та занепокоєність впливом споживання і маркетингової діяльності на довкілля. Інвайронменталісти не мають нічого проти маркетингу та споживання, як такого, але вони вимагають, щоб люди та організації діяли обережніше по відношенню до довкілля, бо у своєму бажанні кількісно збільшити споживання, маркетинг сприяє недооцінці негативних наслідків. Інвайронменталісти вимагають, щоб як споживачі, так і виробники продукції та послуг, ухвалюючи рішення, не забували про вплив на довкілля.
Як наукова течія, енвайронменталізм близький до географічного детермінізму і виник у США. Оскільки основою розвитку країн є їхня економіка, енвайронменталісти Г. Тейлор, P. Сміт, Е. Симпл стверджують, що відносини між країнами розвиваються на основі міжнародного географічного (територіального) поділу країн, який, і собі, визначається відмінностями у природному середовищі. Розвитком наукової течії енвайронменталізму стала теорія «кліматичних оптимумів» С. Гантингтона. Останній вважав, що найсприятливіші умови для всебічного розвитку мають країни, що лежать у помірних поясах.